# Siebenmeilenstiefel
Siebenmeilenstiefel bezeichnen in der Mythologie Stiefel mit Zauberkraft, die dem Träger die Fähigkeit verleihen, in kurzer Zeit weite Entfernungen zurückzulegen. Das Motiv findet sich in Märchen, Erzählungen und Gedichten. Die Lehnübersetzung Siebenmeilenstiefel stammt aus dem Märchen Der kleine Däumling von Charles Perrault (dort „bottes de sept lieues“) und wurde unter anderem durch Johann Wolfgang von Goethe in der deutschen Sprache eingebürgert.

## Liste von Fundstellen des Motivs Siebenmeilenstiefel
- Charles Perrault: Der kleine Däumling[1], La belle au bois dormant (Dornröschen)
- Adelbert von Chamisso: Peter Schlemihls wundersame Geschichte
- Gotthold Ephraim Lessing: Emilia Galotti (II.Akt 6.Szene)
- Johann Wolfgang von Goethe: Faust II
- Graham Bonney: sang einen Schlager mit dem Titel „Siebenmeilenstiefel“
- Die Museumsratten: Zwei Siebenmeilenstiefel sind in der Fernsehserie das zentrale Fortbewegungsmittel
- Josef Haltrich: Die drei Schwestern bei dem Menschenfresser[2]
- Heinrich Heine: Ideen. Das Buch Le Grand[3]
- Brüder Grimm: Der Liebste Roland, Der König vom goldenen Berg, Der Okerlo; (Zaubersattel/Wunschring/Mantel auch in Die Rabe, Der Trommler, Der Krautesel, Die lange Nase)
- Ludwig Bechstein: Des kleinen Hirten Glückstraum
- Wilhelm Hauff: Die Geschichte von dem kleinen Muck
- Jonathan Stroud: In seiner Bartimäus-Trilogie finden sich die Siebenmeilenstiefel wieder.
- Markus Werner: Festland
- Richard Halliburton: Seven League Boots, 1935 („Siebenmeilenstiefel“).
- Diana Wynne Jones: Sophie im Schloss des Zauberers, 1986